# Contea di Kendall (Illinois)
La contea di Kendall (in inglese Kendall County) è una contea dello Stato dell'Illinois, negli Stati Uniti. La popolazione al censimento del 2000 era di 54 544 abitanti. Il capoluogo di contea è Yorkville.